# Данлап (Індіана)
Данлап (англ. Dunlap) — переписна місцевість (CDP) в США, в окрузі Елкгарт штату Індіана. Населення — 6442 особи (2020).

## Географія
Данлап розташований за координатами 41°38′5″ пн. ш. 85°55′21″ зх. д. / 41.63472° пн. ш. 85.92250° зх. д. (41.634651, -85.922588).  За даними Бюро перепису населення США в 2010 році переписна місцевість мала площу 12,72 км², з яких 12,69 км² — суходіл та 0,03 км² — водойми.

## Демографія
Згідно з переписом 2010 року, у переписній місцевості мешкало 6235 осіб у 2181 домогосподарстві у складі 1747 родин. Густота населення становила 490 осіб/км².  Було 2295 помешкань (180/км²).
Расовий склад населення:
| - 86,3 % — білих - 4,0 % — чорних або афроамериканців - 1,3 % — азіатів - 0,2 % — корінних американців - 6,1 % — осіб інших рас |

До двох чи більше рас належало 2,1 %. Частка іспаномовних становила 10,6 % від усіх жителів.
За віковим діапазоном населення розподілялося таким чином: 27,7 % — особи молодші 18 років, 59,3 % — особи у віці 18—64 років, 13,0 % — особи у віці 65 років та старші. Медіана віку мешканця становила 38,4 року. На 100 осіб жіночої статі у переписній місцевості припадало 97,1 чоловіків;  на 100 жінок у віці від 18 років та старших — 93,5 чоловіків також старших 18 років.
Середній дохід на одне домашнє господарство  становив 66 641 долар США (медіана — 63 750), а середній дохід на одну сім'ю — 70 846 доларів (медіана — 67 636). Медіана доходів становила 50 041 долар для чоловіків та 36 567 доларів для жінок. За межею бідності перебувало 10,0 % осіб, у тому числі 16,1 % дітей у віці до 18 років та 7,6 % осіб у віці 65 років та старших.
Цивільне працевлаштоване населення становило 2992 особи. Основні галузі зайнятості: виробництво — 32,0 %, освіта, охорона здоров'я та соціальна допомога — 24,5 %, роздрібна торгівля — 10,5 %, транспорт — 6,1 %.